# Pejarakan (Gerokgak)
Pejarakan is een bestuurslaag in het regentschap Buleleng van de provincie Bali, Indonesië. Pejarakan telt 9264 inwoners (volkstelling 2010).